# Saropogon fulvus
Saropogon fulvus là một loài ruồi trong họ Asilidae. Saropogon fulvus được Theodor miêu tả vào năm 1980. Loài này phân bố ở vùng Cổ Bắc giới và châu Á.